# Monoicismo
Il monoicismo (dal greco antico mόνος (mónos), unico, and οἶκος (oîkos) casa, agg. monoico) è sistema sessuale nelle piante da seme in cui gli organi riproduttivi maschili (stami) e femminili (pistillo) sono presenti separatamente sulla stessa pianta. Il monoicismo è contrapposto al dioicismo in cui le singole piante producono coni o fiori di un solo sesso e alle piante ermafrodite in cui i gameti maschili e femminili vengono prodotti nello stesso fiore.

## Piante monoiche
Alcuni esempi di monoiche appartenenti alle Gimnosperme:
- larice Larix decidua

Ed altri appartenenti alle Angiosperme:
- mais, Zea mays
- quercia, Quercus
- carpino bianco Carpinus betulus